# Titaniumaluminid
Titaniumaluminid, TiAl, är en intermetallisk förening. 
Titaniumaluminid har låg vikt och är motståndskraftigt mot oxidation och värme, men har låg duktilitet. 
Titaniumaluminid har användningsområden inom bland annat bil- och flygplanstillverkning. Utveckling av titaniumaluminid började omkring 1970 och tillämpningar introducerades på marknaden omkring år 2000. Det har god möjlighet att öka förhållandet dragkraft och vikt i en flygplansmotor. Detta gäller särskilt beträffande motorns lågtrycksutsatta turbinblad och dess högtycksutsatta kompressorblad, vilka traditionellt tillverkats av en nickelbaserad superlegering, vilken är dubbelt så kompakt som titaniumaluminiumbaserade legeringar.